# Рулевой (тральщик)
«Рулевой», МТЩ «Рулевой» — советский морской тральщик проекта 266М (шифр «Аквамарин») Черноморского флота ВМФ СССР и Черноморского флота ВМФ России.

## Служба
Морской тральщик «Рулевой» проекта 266М (шифр «Аквамарин») был заложен 26.11.1970 года на Средне-Невском ССЗ (заводской номер № 908). 3.09.1971 года был спущен на воду. 27.12.1971 года вступил в строй и вошел в состав Черноморского флота.
Тральщик входил в состав 68-й бригады кораблей ОВР. Бортовые номера 704, 902.
В начале 1974 года в ходе операции по разминированию Суэцкого канала бригаде ОВР ЧФ директивой главнокомандующего ВМФ было приказано сформировать отряд тральных сил в районе Порт-Саида, Суэцкого канала и Красного моря. Командиром отряда траления был назначен командир 20-й дивизии ОВР контр-адмирал А. Головачев. В отряд вошли МТЩ «Рулевой», МТЩ «Вакуленчук», «МТЩ-219», три базовых тральщика и два несамоходных шнуроукладчика. Впервые в ВМФ СССР была поставлена задача отработать постановку вертолетного трала «ВКТ-1» с последующей передачей его вертолету. Для проверки боеготовности прибыл главком ВМФ С. Г. Горшков. С ПЛК «Москва» взлетел вертолет и приняв трал начал траление. Мины были успешно подсечены вертолетным тралом. 
Участвовал в учениях "Крым-76" в Средиземном море на Тунисском рубеже  в составе КПУГ-4: СКР «Ворон», «Куница», МТЩ «Рулевой», «Зенитчик».
20 августа 1988 года вступило в силу соглашение о прекращении боевых действий между Ираном и Ираком. В это время проводку судов в Персидском заливе осуществлял  МТЩ «Рулевой» ЧФ, кроме того в заливе находились СКР «Порывистый» и прибыла плавбаза «Иван Колышкин» для пополнения материальных запасов. Тральщик «Рулевой» провел 21 конвой, прошел 16 тысяч миль, из них 550 прошел с тралом. 
По итогам 1993 года тральная группа, куда вошли МТЩ «Снайпер», МТЩ «Дизелист» и МТЩ «Рулевой», завоевала переходящий приз главкома ВМФ России.
Корабль был выведен из состава флота 5 июля 1994 года и в 1995 году был разделан на металл в Инкермане.

## Командиры
- капитан 3-го ранга Е. Сороколетов

## Примечание
1. 1 2 3  Морской тральщик "Рулевой". Черноморский флот - информационный ресурс (2024).
2. 1 2  Владимир Пасякин. Малые, да удалые // Красная звезда : газета. — 2009. — 15 апрель.
3. ↑  Дубягин П. Р. На Средиземноморской эскадре. — М.: Андреевский флаг, 2006. — 344 с. — ISBN 5-9553-0053-8.
4. ↑  Персидская эпопея советского флота. 8eskadra.ru (2024).